# ساطي سفلي
ساطي سفلي هي قرية في مقاطعة مشكين شهر، إيران. عدد سكان هذه القرية هو 188 في سنة 2006.